# Coppa d'Ungheria di pallamano maschile
La Coppa d'Ungheria di pallamano maschile (in ungherese: Magyar kézilabdakupa) è la seconda manifestazione per importanza dopo il campionato ungherese e viene organizzata anch'essa dalla Federazione di pallamano dell'Ungheria.

La prima edizione si disputò nel 1951; dall'origine a tutto il 2021 si sono tenute 61ª edizioni del torneo.

La squadra che vanta il maggior numero di campionati vinti è il Veszprém con 31 titoli, a seguire c'è il Pick Szeged con 8 titoli e il Budapest Honvéd Football Club con 6 titoli.

L'attuale squadra campione in carica è il Pick Szeged che ha vinto l'edizione 2024-25 aggiudicandosi la finale contro il Veszprém.

## Statistiche

### Albo d'oro
| Edizione         | Vincitore              | Risultato/i                 | 2º classificato                  | Note                   |
| ---------------- | ---------------------- | --------------------------- | -------------------------------- | ---------------------- |
| 1951             | Újpest Dózsa Budapest  | 3 - 1                       | VM Közért                        |                        |
| 1952             | Honvéd                 | 11 - 7                      | Vasas SC                         |                        |
| 1953             | Vörös/Meteor           | 8 - 6                       | Budapesti Elektromos             |                        |
| 1954 e 1955      | Edizioni non disputate | Edizioni non disputate      | Edizioni non disputate           | Edizioni non disputate |
| 1956             | Újpest Dózsa Budapest  | 19 - 18                     | Spartacus Budapest               |                        |
| dal 1957 al 1962 | Edizioni non disputate | Edizioni non disputate      | Edizioni non disputate           | Edizioni non disputate |
| 1963             | Ferencvárosi TC        | 11 - 9                      | Vasas SC                         |                        |
| 1964             | Honvéd                 | 25 - 24                     | Spartacus Budapest               |                        |
| 1965             | Spartacus Budapest     | 24 - 27                     | Újpest Dózsa Budapest            |                        |
| 1966             | Spartacus Budapest     | 19 - 15                     | Vasas SC                         |                        |
| 1967             | Honvéd                 | 21 - 18                     | Vörös/Meteor                     |                        |
| 1968             | Honvéd                 | 20 - 14                     | Vasas SC                         |                        |
| 1969             | Tatabánya              | 14 - 13                     | Spartacus Budapest               |                        |
| 1970             | Spartacus Budapest     | 16 - 13                     | Győri ETO                        |                        |
| 1971             | Honvéd                 | 29 - 21                     | Csömöri TSZ SK                   |                        |
| 1972             | Honvéd                 | 22 - 12                     | Honvéd Szondi SE                 |                        |
| 1973             | Győri ETO              | 18 - 14                     | Debreceni Dózsa                  |                        |
| 1974             | Vasas SC               | 16 - 15                     | Honvéd                           |                        |
| 1975             | Edizione non disputata | Edizione non disputata      | Edizione non disputata           | Edizione non disputata |
| 1976             | Budapesti Elektromos   | 29 - 28                     | Tatabánya                        |                        |
| 1977             | Pick Szeged            |                             | Debreceni Dózsa                  |                        |
| 1978             | Tatabánya              |                             | Budapesti Elektromos             |                        |
| 1979             | Debreceni Dózsa        | And: 26 - 17 - Rit: 15 - 21 | Ferencvárosi TC                  |                        |
| 1980             | Budapesti Elektromos   |                             | Honvéd                           |                        |
| 1981             | Budapesti Elektromos   | And: 25 - 16 - Rit: 22 - 20 | Tatabánya                        |                        |
| 1982             | Pick Szeged            | And: 30 - 22 - Rit: 26 - 31 | Veszprém                         |                        |
| 1983             | Pick Szeged            |                             | Tatabánya                        |                        |
| 1984             | Veszprém               | And: 28 - 15 - Rit: 30 - 35 | Tatabánya                        |                        |
| 1985             | Győri ETO              | And: 18 - 20 - Rit: 20 - 18 | Honvéd                           |                        |
| 1986             | Győri ETO              | And: 22 - 25 - Rit: 30 - 20 | Veszprém                         |                        |
| 1987             | Győri ETO              | And: 19 - 20 - Rit: 21 - 14 | Veszprém                         |                        |
| 1988             | Veszprém               | And: 10 - 14 - Rit: 22 - 16 | Debreceni Dózsa                  |                        |
| 1988-89          | Veszprém               | And: 19 - 22 - Rit: 28 - 17 | Tatabánya                        |                        |
| 1989-90          | Veszprém               | And: 21 - 20 - Rit: 23 - 14 | Pemü-Honvéd SE                   |                        |
| 1990-91          | Veszprém               | And: 26 - 20 - Rit: 20 - 20 | Győri ETO                        |                        |
| 1991-92          | Veszprém               | And: 25 - 16 - Rit: 22 - 22 | Győri ETO                        |                        |
| 1992-93          | Pick Szeged            | And: 23 - 21 - Rit: 20 - 19 | Veszprém                         |                        |
| 1993-94          | Veszprém               | And: 23 - 17 - Rit: 20 - 22 | Budapesti Elektromos             |                        |
| 1994-95          | Veszprém               | And: 22 - 24 - Rit: 23 - 16 | Győri ETO                        |                        |
| 1995-96          | Veszprém               | 17 - 15                     | Pick Szeged                      |                        |
| 1996-97          | Budapesti Elektromos   | 28 - 26                     | Veszprém                         |                        |
| 1997-98          | Veszprém               | 25 - 21                     | Budapesti Elektromos             |                        |
| 1998-99          | Veszprém               | 25 - 23                     | Dunaferr SE                      |                        |
| 1999-00          | Veszprém               | 20 - 19                     | Pick Szeged                      |                        |
| 2000-01          | Dunaferr SE            | 22 - 21                     | Veszprém                         |                        |
| 2001-02          | Veszprém               | 25 - 22                     | Pick Szeged                      |                        |
| 2002-03          | Veszprém               | 30 - 28                     | Pick Szeged                      |                        |
| 2003-04          | Veszprém               | 29 - 24                     | Pick Szeged                      |                        |
| 2004-05          | Veszprém               | 28 - 24                     | Pick Szeged                      |                        |
| 2005-06          | Pick Szeged            | 32 - 30                     | Veszprém                         |                        |
| 2006-07          | Veszprém               | 34 - 31                     | Dunaferr SE                      |                        |
| 2007-08          | Pick Szeged            | 27 - 22                     | Veszprém                         |                        |
| 2008-09          | Veszprém               | 32 - 23                     | Pick Szeged                      |                        |
| 2009-10          | Veszprém               | 30 - 28                     | Pick Szeged                      |                        |
| 2010-11          | Veszprém               | 37 - 19                     | PLER KC Budapest                 |                        |
| 2011-12          | Veszprém               | 27 - 26                     | Pick Szeged                      |                        |
| 2012-13          | Veszprém               | 36 - 30                     | Pick Szeged                      |                        |
| 2013-14          | Veszprém               | 27 - 21                     | Pick Szeged                      |                        |
| 2014-15          | Veszprém               | 26 - 22                     | Pick Szeged                      |                        |
| 2015-16          | Veszprém               | 27 - 26                     | Pick Szeged                      |                        |
| 2016-17          | Veszprém               | 23 - 22                     | Pick Szeged                      |                        |
| 2017-18          | Veszprém               | 23 - 21                     | Pick Szeged                      |                        |
| 2018-19          | Pick Szeged            | 28 - 27                     | Veszprém                         |                        |
| 2019-20          | Titolo non assegnato   | Titolo non assegnato        | Titolo non assegnato             | Titolo non assegnato   |
| 2020-21          | Veszprém               | 28 - 26                     | Pick Szeged                      |                        |
| 2021-22          | Veszprém               | 42 - 19                     | Template:Pallamano Eles Veszprém |                        |
| 2022-23          | Veszprém               | 35 - 32                     | Pick Szeged                      |                        |
| 2023-24          | Veszprém               | 33 - 30                     | Pick Szeged                      |                        |
| 2024-25          | Pick Szeged            | 31 - 30                     | Veszprém                         |                        |

### Riepilogo vittorie per club
| Numero | Club                  | Anni |
| ------ | --------------------- | --- |
| 31     | Veszprém              | 1984, 1988, 1988-89, 1989-90, 1990-91, 1991-92, 1993-94, 1994-95, 1995-96, 1997-98, 1998-99, 1999-00, 2001-02, 2002-03, 2003-04, 2004-05, 2006-07, 2008-09, 2009-10, 2010-11, 2011-12, 2012-13, 2013-14, 2014-15, 2015-16, 2016-17, 2017-18, 2020-21, 2021-22, 2022-23, 2023-24 |
| 8      | Pick Szeged           | 1977, 1982, 1983, 1992-93, 2005-06, 2007-08, 2018-19, 2024-25 |
| 6      | Honvéd                | 1952, 1964, 1967, 1968, 1971, 1972 |
| 4      | Budapesti Elektromos  | 1976, 1980, 1981, 1996-97 |
| 4      | Győri ETO             | 1973, 1985, 1986, 1987 |
| 3      | Spartacus Budapest    | 1965, 1966, 1970 |
| 2      | Tatabánya             | 1969, 1978 |
| 2      | Újpest Dózsa Budapest | 1951, 1956 |
| 1      | Dunaferr SE           | 2000-01 |
| 1      | Debreceni Dózsa       | 1979 |
| 1      | Vasas SC              | 1974 |
| 1      | Ferencvárosi TC       | 1963 |
| 1      | Vörös/Meteor          | 1953 |